# Ал Ђенерале (Лука)
Ал Ђенерале (итал. Al Generale) је насеље у Италији у округу Лука, региону Тоскана.
Према процени из 2011. у насељу је живело 97 становника. Насеље се налази на надморској висини од 17 м.